# Anastasia Ailamaki
Anastasía Aïlamáki (grec moderne : Αναστασία Αϊλαμάκη) est une informaticienne grecque, née le 2 février 1968 à Nicosie.
Elle est professeure titulaire à l'École polytechnique fédérale de Lausanne en Suisse depuis le 12 décembre 2007. 
Elle est connue pour ses recherches sur les systèmes de bases de données et reçoit en 2018 le prix Nemetsas pour ses contributions dans ce domaine. Elle est la cofondatrice de la startup Raw Labs, spécialisée dans les logiciels de gestion de données.

## Biographie

### Origines et famille
Anastasía Aïlamáki naît le 2 février 1968 à Nicosie, à Chypre. Elle est de nationalité grecque.
Elle est mariée à l'informaticien Babak Falsafi (en) et mère de deux enfants.

### Études et parcours professionnel
Elle étudie l'informatique à l'université de Patras, puis obtient en 1993 sa maîtrise à l'université technique de Crète. Elle poursuit ses études à l'université de Rochester, où elle obtient une autre maîtrise en 1996. Elle devient titulaire d'un doctorat en sciences informatiques de l'université du Wisconsin à Madison en 2000.
En 2001, elle devient assistante puis professeure associée d'informatique à l'école d’ingénierie informatique de l'université Carnegie-Mellon.
Elle est professeur invitée à l'École polytechnique fédérale de Zurich en 2007. Elle est nommée professeur titulaire en décembre de la même année,. Elle y dirige le centre de recherche Data Intensive Applications and Systems à partir de 2008.
En 2015, elle est nommée fellow de l'Association for Computing Machinery « pour ses contributions à la conception, à la mise en œuvre et l'évaluation systèmes modernes de bases de données ». Elle est également membre depuis 2020 du Conseil de la recherche du Fonds national suisse de la recherche scientifique. 
Elle est la cofondatrice de la jeune pousse Raw Labs, à l'origine de la plateforme NoDB qui permet de gérer des données hétérogènes en temps réel,. 

## Prix et distinctions
- 2005 : boursière de recherche Alfred P. Sloan[11]
- 2007 : prix Young Investigator Award de la Fondation européenne de la science[11]
- 2013 : prix ERC Consolidator Award[11]
- 2018 : prix Nemitsas de la Fondation Takis & Louki Nemitsas[12]
- 2021 : prix Innovation Award des Argo Awards[13].